# Myosotis guneri
Myosotis guneri är en strävbladig växtart som beskrevs av A.P Khokhrjakov. Myosotis guneri ingår i släktet förgätmigejer, och familjen strävbladiga växter. Inga underarter finns listade i Catalogue of Life.